# 이근행 (당나라)
이근행(李謹行, ?~?)은 당나라의 장수로 고구려, 신라와의 전쟁 기록에 자주 등장하며, 그 외의 북방 유목 민족을 격파하는 데 공을 세웠다.

## 생애
속말말갈 출신으로 아비는 돌지계(突地稽)인데, 부(部)의 추장이다. 수나라 말기, 그에 속한 1000명의 군사를 거느리고 내부해오니, 영주(營州)에 거처하게 하고, 금자광록대부(授金紫光祿大夫), 요서태수(遼西太守)에 제수하였다.
당 태종 초에, 조공을 받들면서 그의 부를 영주로 삼고 총관의 직을 제수되었으며 유흑달(劉黑闥)이 모반하자, 아버지 돌지계가 직접 정주에 와서 진왕(秦王)에게 상서하여 부절을 청하였고, 군공으로 기국공(耆國公)에 봉해졌으며, 그의 부는 옮겨 창평(昌平)에 거처하게 했다.
고개도(高開道)가 돌궐의 병력으로 유주를 공격하자, 돌지계가 맞아 싸워 패배시켜으며 뒤이어 우위장군으로 승진시키고 이씨 성을 하사하였으나 돌지계는 얼마 안가 죽었다.
이근행은 용모가 장대하고, 용맹은 군중을 뒤덮었으며, 여러번 승진하여 영주도독이 되었는데, 가동(家童)은 수천명에 이르러 재물로써 스스로 웅걸이 되니, 이인(夷人)들이 그를 두려워하였다.
적석도(積石道) 경략대사가 되었는데, 논흠릉(論欽陵, 가르친링)이 10만을 거느리고 황중(湟中)을 노략질하였다. 나후(候邏, 보초, 순찰)가 이를 알아채지 못하는데, 병사들은 땔감을 구하려 반이상이나 흩어져 있었다. 이근행은 오랑캐가 들이닥쳤다는 소식을 듣고, 기치를 꼽고 북을 치고, 문을 열어 살펴보게 하였다. 논흠릉은 복병이 있는지 의심하여, 감히 진격하지 못했다.
666년 고구려 연개소문의 아들 연남생의 요청으로 당나라군이 파견될 때, 좌감문위로 임명되어 고구려로 왔다. 674년 청해(青海)에서 토번을 격파하니, 새서를 내려 공로를 치하하고, 연국공에 봉하였다. 뒤이어 675년 20만 대군을 이끌고 신라 정벌에도 나서고 승승장구했으나 매소성 전투에서 신라군의 급습으로 보급 물자를 빼앗기고 수천 기병이 거의 괴멸한 피해를 입는다
사후 유주 도독을 추증되고, 건릉(乾陵)에 배장하였다.

## 참고 자료
- 《新唐书·靺鞨传》